# Club di motociclisti

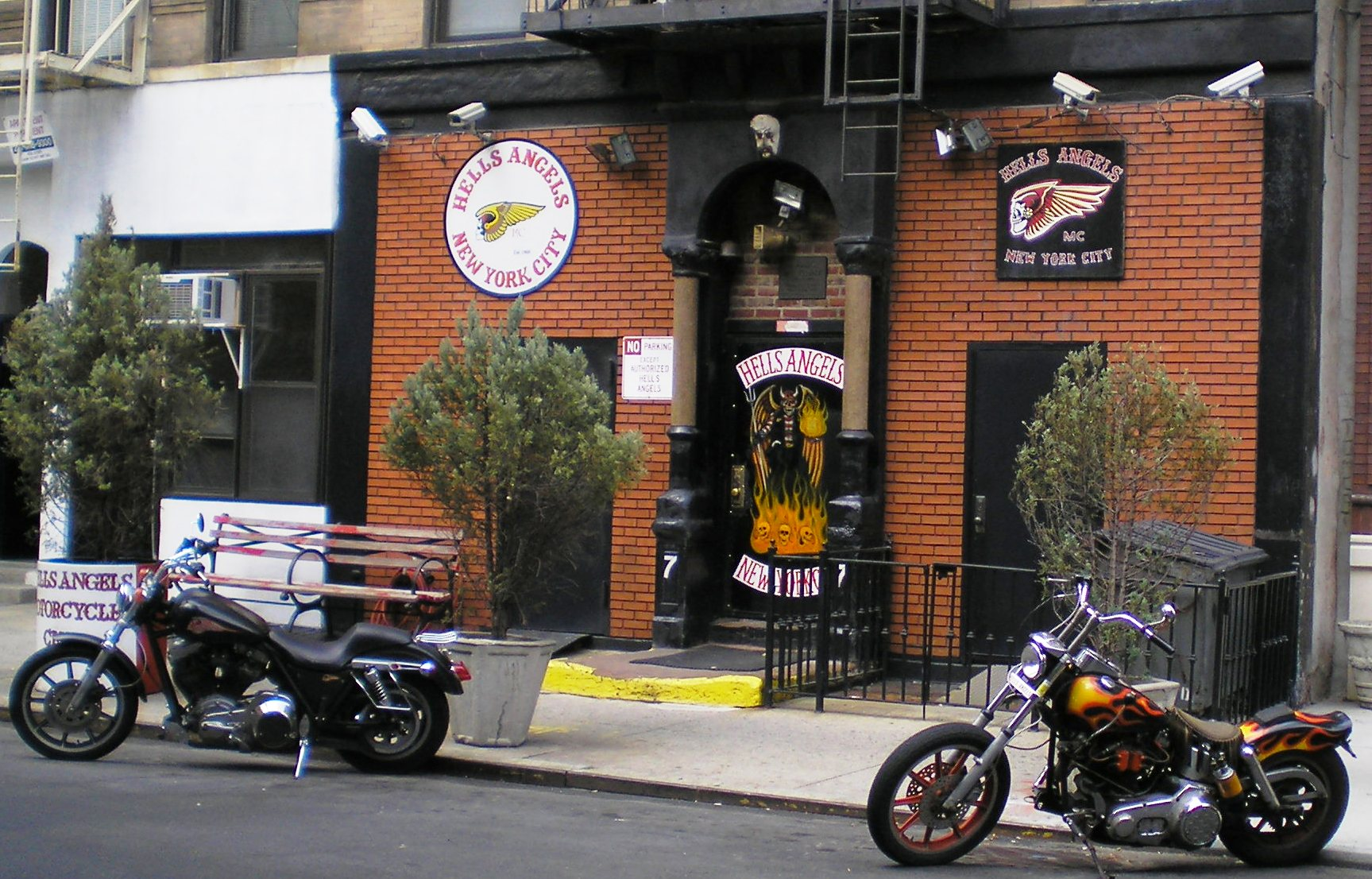
La sede newyorkese degli Hells Angels, uno tra i moto club più noti a livello internazionale

Un club di motociclisti (detto anche moto club e motoclub), è un club di praticanti o di appassionati di motociclismo.

## Storia
I primi motoclub nacquero in tutta Europa nei primi anni del XX secolo, quando divenne ben chiara la separazione dei cosiddetti "automobili", nelle due principali tipologie di veicoli d'uso terrestre a due e quattro ruote.
I vari motoclub, fin dall'inizio, ebbero il principale scopo di organizzare manifestazioni sportive o dimostrative realizzate con motocicli.
Ben presto sorse la necessità di creare i regolamenti per le competizioni e uniformare quelli già posti in essere dai vari motoclub. Per questa ragione, nel 1904, venne fondata in Francia, all'epoca patria del motorismo mondiale, la Fédération Internationale des Clubs Motocyclistes. La federazione, dopo alcuni anni di confusa attività, segnata da forti diatribe tra i vari club aderenti, iniziò ad avere una propria configurazione e autorità effettiva a partire dal 28 novembre 1912, quando venne siglato l'accordo tra le federazioni delle dieci nazioni fondatrici, ovvero Austria, Belgio, Danimarca, Francia, Germania, Gran Bretagna, Italia, Paesi Bassi, Stati Uniti e Svizzera.
Il motoclub, quindi, è il nucleo fondante delle varie federazioni motociclistiche nazionali ed internazionali.
Al giorno d'oggi la legislazione italiana inserisce i motoclub tra le "associazioni sportive dilettantistiche senza finalità di lucro" e vengono affiliati alla Federazione Motociclistica Italiana presso cui può essere inoltrata la richiesta di adesione; tra i loro compiti ancora oggi vi è quella di organizzare competizioni e motoraduni.